# Hermilepidonotus helotypus
Hermilepidonotus helotypus är en ringmaskart som först beskrevs av Grube 1877.  Hermilepidonotus helotypus ingår i släktet Hermilepidonotus och familjen Polynoidae. Inga underarter finns listade i Catalogue of Life.